# Biblioteka Główna Politechniki Śląskiej
Biblioteka Politechniki Śląskiej – biblioteka uczelniana Politechniki Śląskiej, gromadząca literaturę naukowo-techniczną związaną z obecnymi na uczelni dyscyplinami naukowymi.
Biblioteka powstała wraz z uczelnią w 1945. 27 czerwca 1945 rektor politechniki mianował inżyniera Tytusa Laskiewicza, byłego przedwojennego dyrektora Biblioteki Politechniki Lwowskiej, kierownikiem Biblioteki Politechniki Śląskiej. Kierował on placówką do 28 lutego 1956 r. W październiku 1945 r. biblioteka zajęła pomieszczenie na drugim piętrze budynku przy ul. Marcina Strzody 21, które przeznaczono na magazyn, wypożyczalnię i czytelnię. W bibliotece pracowały wówczas 4 osoby: kierownik, bibliotekarka, introligator i woźny. Księgozbiór pochodził m.in. z poniemieckich zbiorów z terenu Śląska oraz z książek zakupionych w Krakowie a także darowizn. W początkowych latach biblioteka liczyła około 3000 dzieł.
Obecny gmach głównej siedziby biblioteki przy ulicy Kaszubskiej otwarto 8 października 1994.
Biblioteka posiada dwie filie (w Katowicach i w Rybniku). Podlegają jej też wszystkie biblioteki wchodzące w skład wydziałów, instytutów, katedr i innych jednostek uczelni. Całość zbiorów jest wykazywana przez Katalog Centralny znajdujący się w bibliotece.

## Władze
- Dyrektor – dr hab. Renata Frączek

## Jednostki wewnętrzne
- Oddział Czasopism
- Oddział Informacji Naukowej
- Oddział Udostępniania Zbiorów
- Oddział Zbiorów Zwartych
- Samodzielna Sekcja ds. Komputeryzacji Bibliotek
- Samodzielna Sekcja ds. Dygitalizacji